# Flugplatz Kédougou

i7
i11
i13
Der Flugplatz Kédougou (IATA-Code: KGG, ICAO-Code: GOTK) ist ein Flugplatz außerhalb der Stadt Kédougou in der Region Kédougou im Südosten des Senegal.
Der Flugplatz wird von der Goldminenindustrie, mehreren ausländischen Bergbauunternehmen, für Frachtflüge und für den Personenverkehr durch Charterflüge genutzt. Die Start- und Landebahn 11/29 hat eine Länge von 1800 Metern und ist 30 Meter breit, sie wurde 1981 asphaltiert. Rollwege sind nicht vorhanden. Das fast in der Mitte gelegene Vorfeld mit rund 5000 m² dient als Abstellfläche für Maschinen. Am Flugfeld befindet sich ein ungerichtetes Funkfeuer, NDB (Non-Directional Beacon) mit der Frequenz 320 kHz und der Kennung SKG. Der Flugplatz auf einer Höhe von 178 m ist nur für Flüge nach den Sichtflugregeln zugelassen. Es gibt ein kleines Abfertigungsgebäude, jedoch keinen Tower.
Für Starts und Landungen muss vorher eine Genehmigung eingeholt werden (Prior Permission Required). Betreiber des Flugplatzes ist die Regierung Senegals (Gouvernement du Sénégal). Der Platz liegt an der Nationalstraße N 7 rund fünf Kilometer nordwestlich des Stadtzentrums.